# Église Saint-Étienne de Neufchâtel-en-Saosnois
Pour les articles homonymes, voir Église Saint-Étienne et Saint-Étienne (homonymie).
L'église Saint-Étienne est une église paroissiale catholique située à Neufchâtel-en-Saosnois, en France.

## Localisation
L'église est située dans le département français de la Sarthe, sur la commune de Neufchâtel-en-Saosnois, place Maxime Boisseau.

## Historique
L'édifice est daté du XIIIe au XVe siècle et de style gothique. La dendrochronologie a mis en évidence des arbres abattus au XIVe siècle.
L'église ferme au public pour des raisons de sécurité en 2005 et ne rouvre qu'en octobre 2017 après des travaux d'un montant de 950000 €.

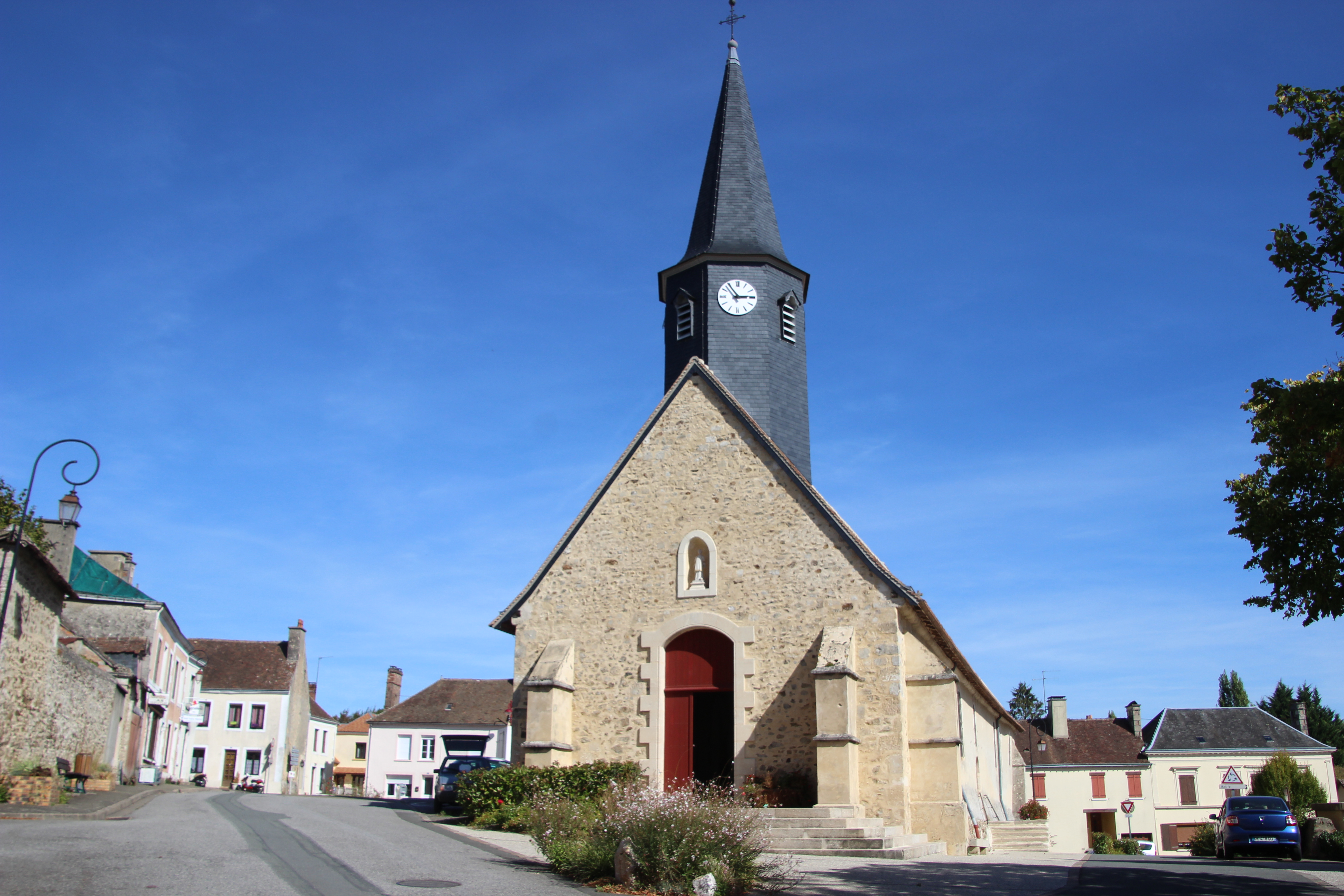
Vue extérieure.
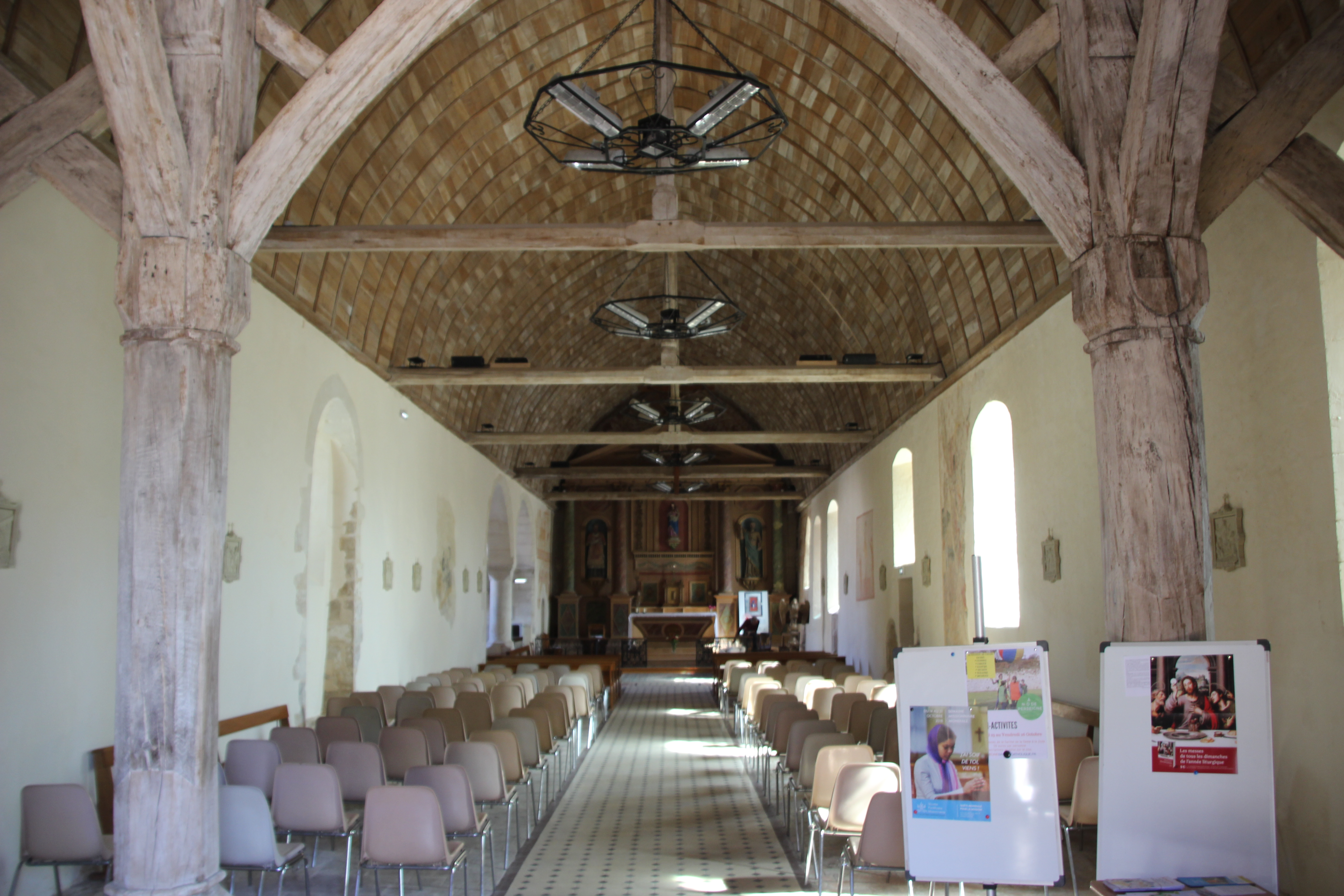
Nef vue depuis l'entrée
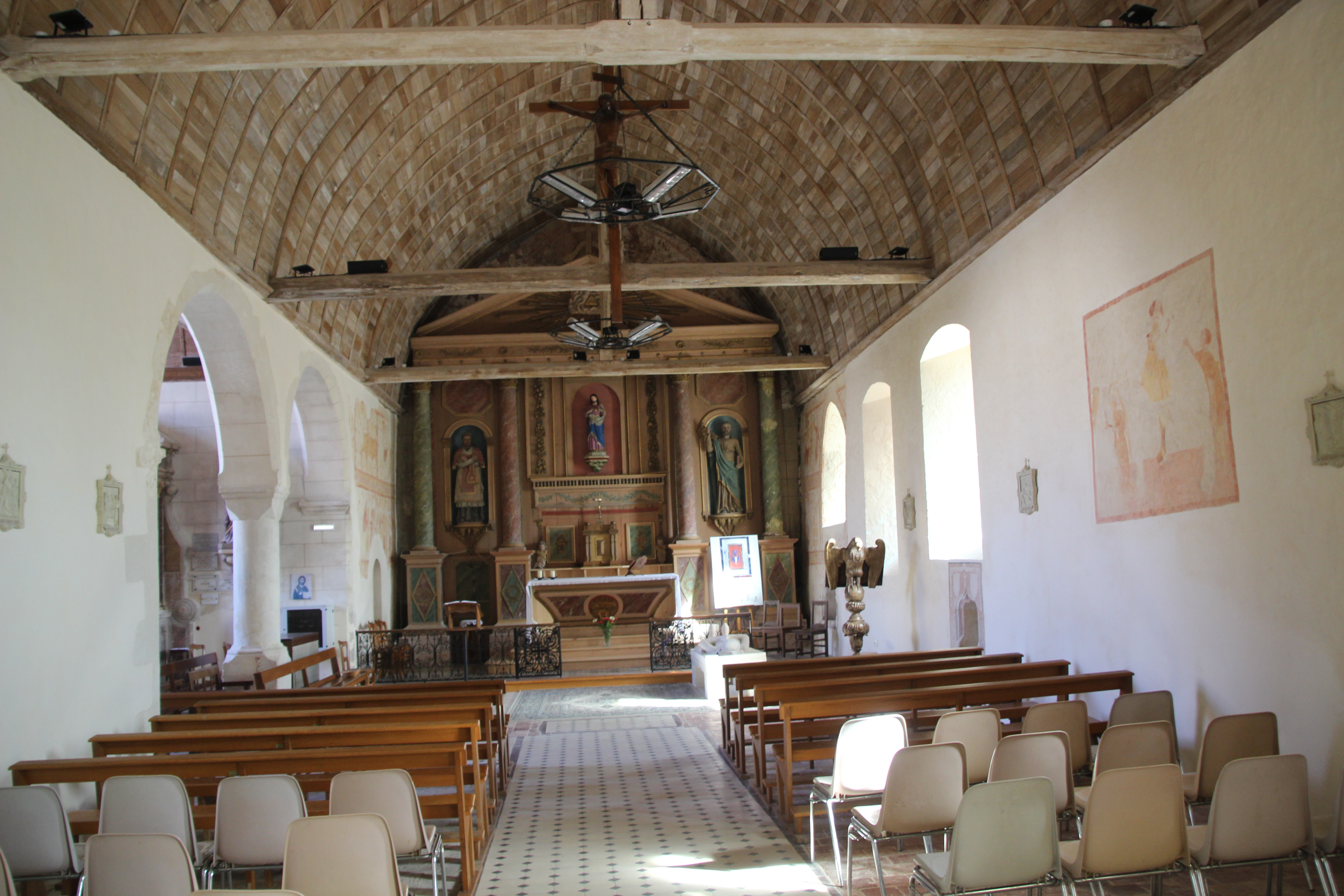
Nef.

## Mobilier
- Le porche est surmonté d'une niche abritant une statue de saint Étienne, la chapelle abrite un autel en marbre.
- L'église conserve non loin du chœur un gisant en granit de Guillaume III Talvas du XIIIe siècle.
- Vitrail de Jean II (comte du Perche et duc d'Alençon) du XVIe siècle, représenté agenouillé, en armure et les mains jointes.
- Bénitier octogonal en granit du XVIe siècle, provenant de l'abbaye de Perseigne.
- Lutrin en bois du XVIIe siècle dont l'aigle qui le surmonte  provient de l'abbaye de Perseigne[4].

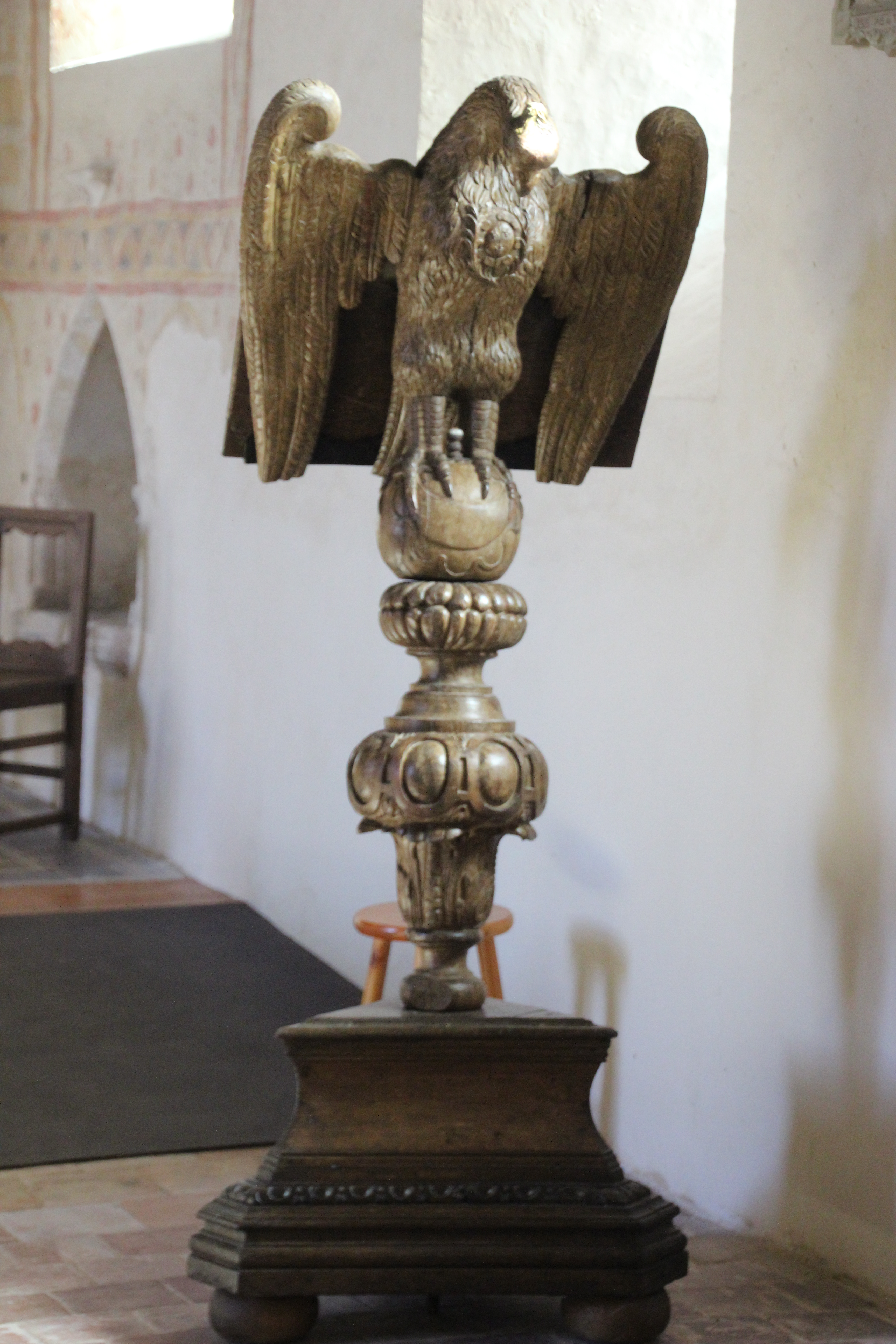
Lutrin en bois
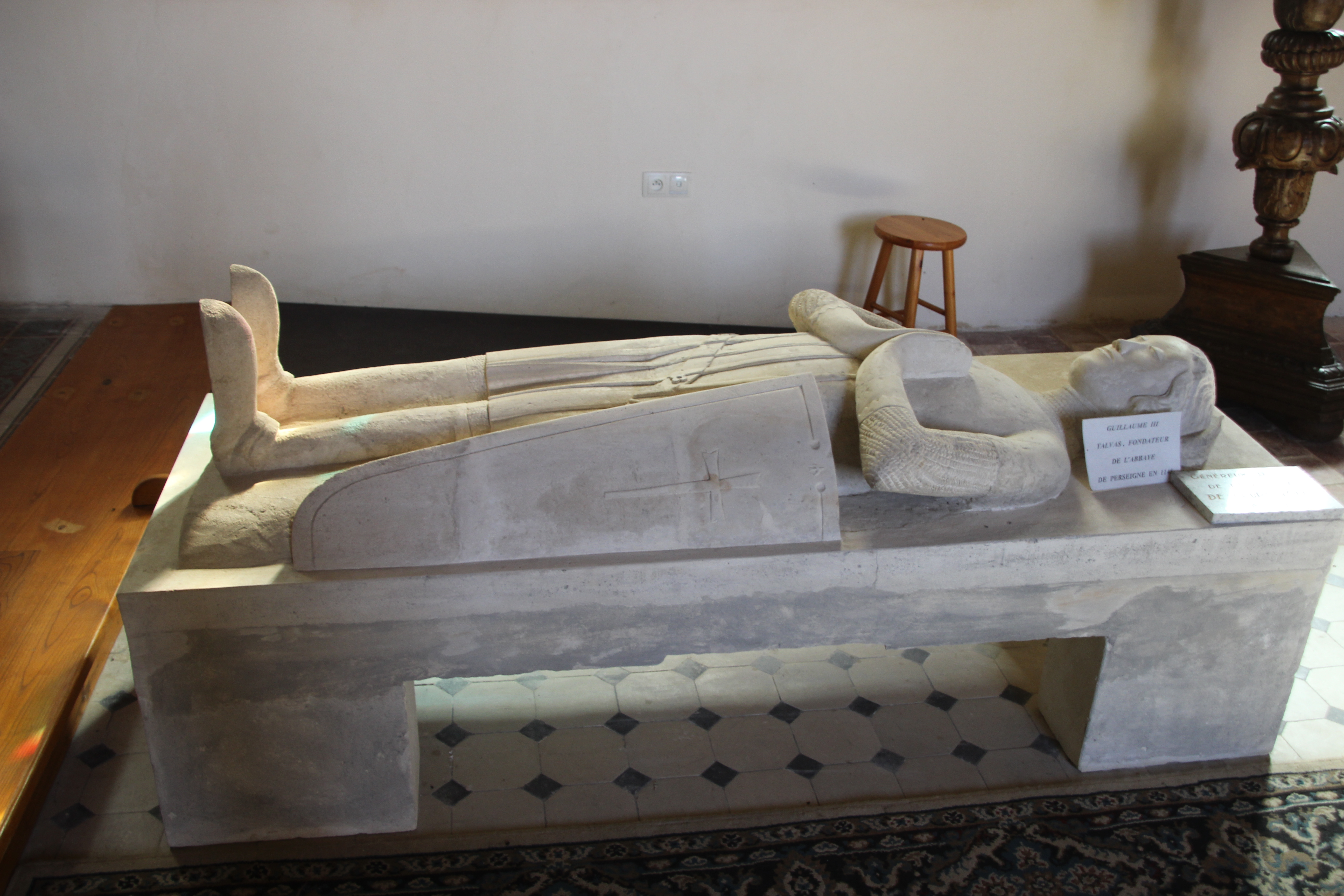
Gisant de Guillaume III Talvas
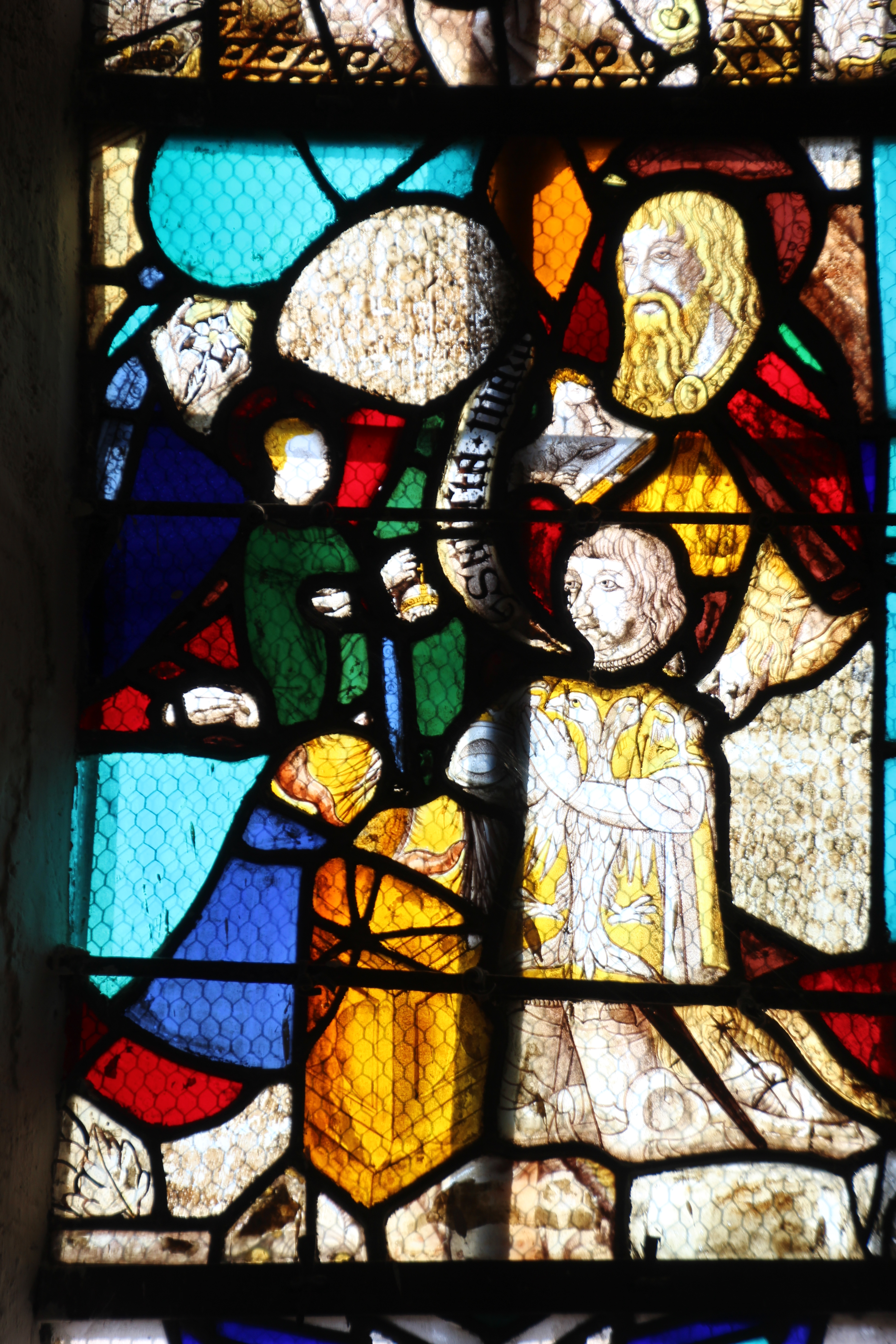
Vitrail de Jean II
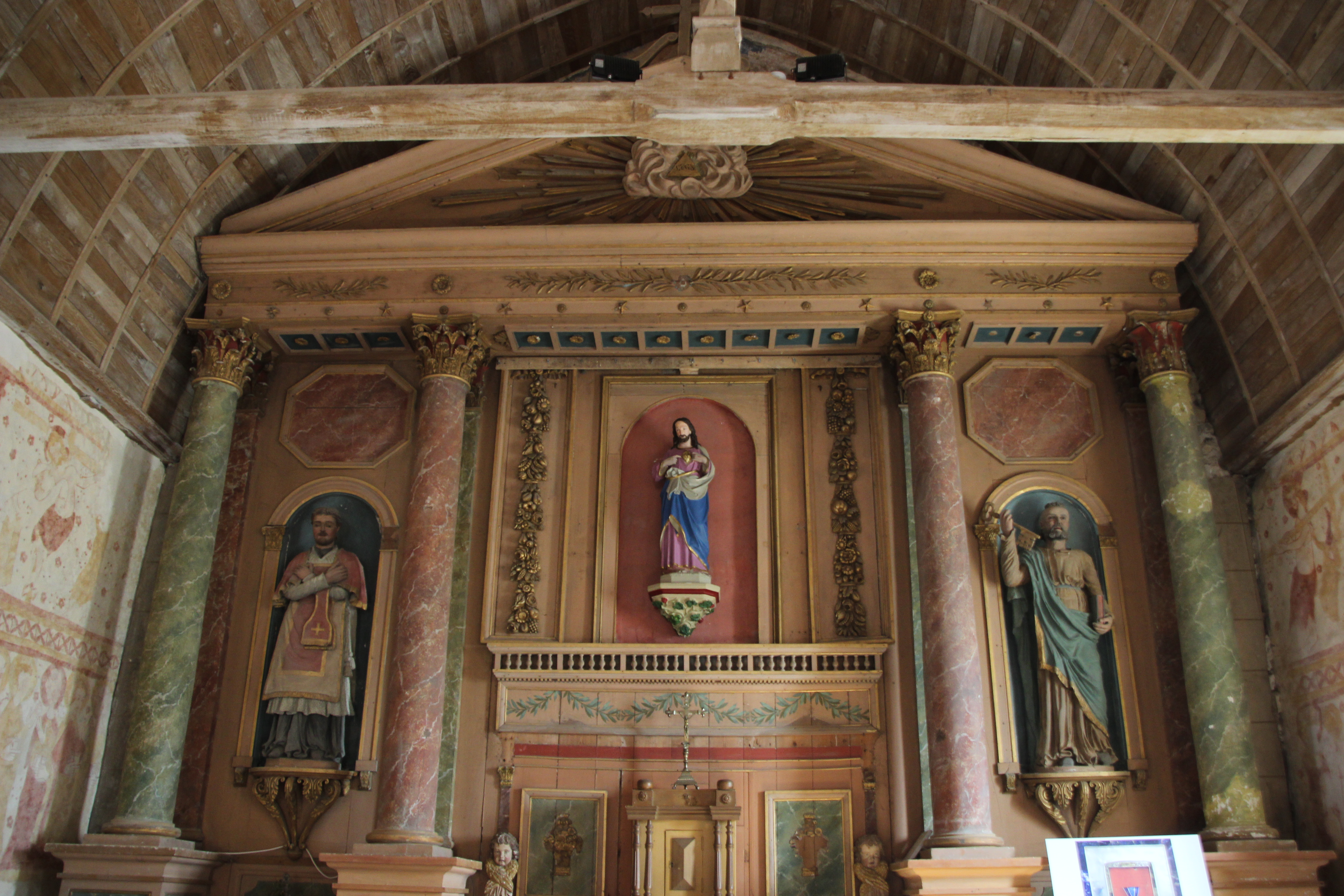
Retable du chœur

## Fresques
Les fresques découvertes lors de la restauration ont été dégradées lors de la pose d'enduits au XIXe siècle.

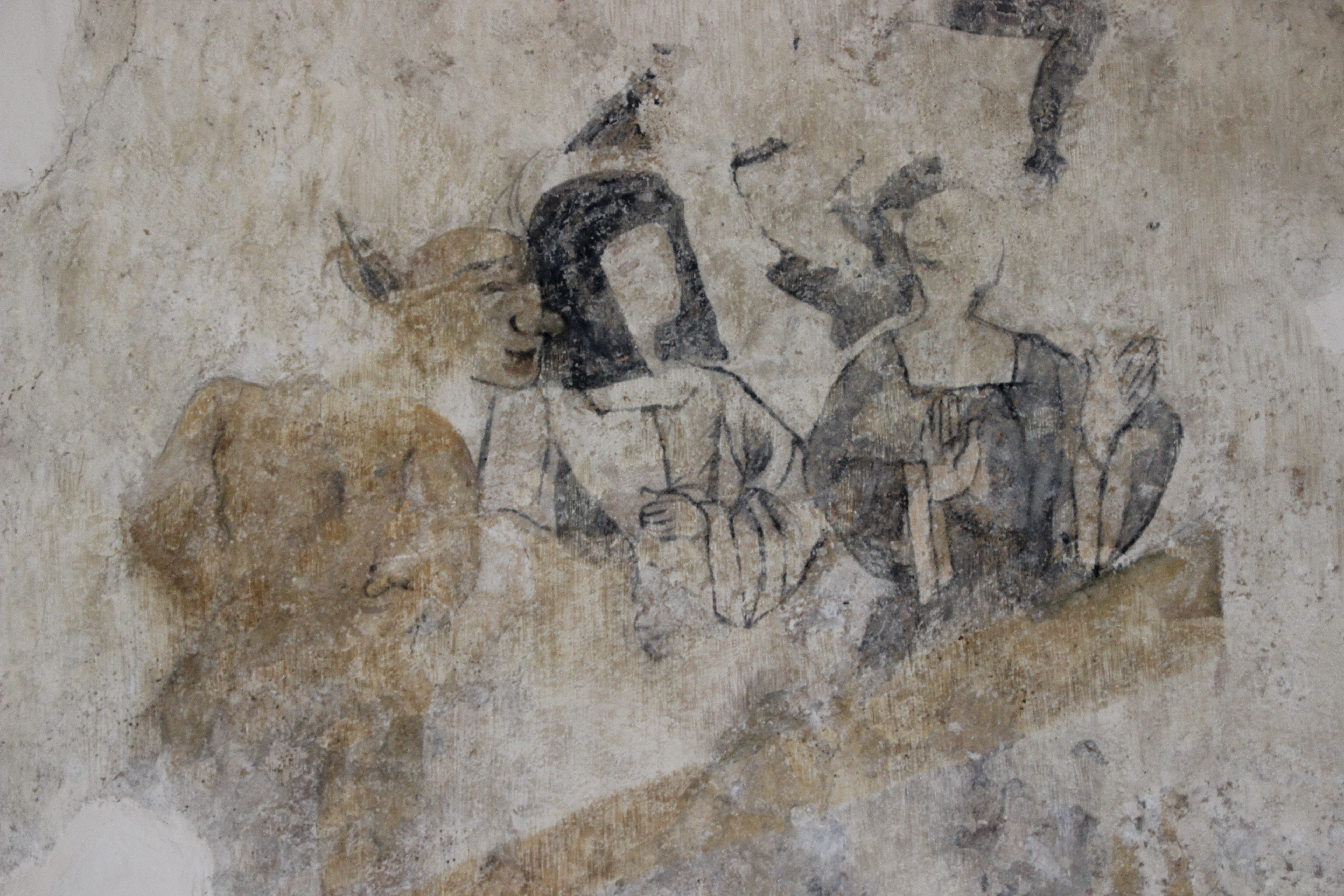
Fresque dite les bavardes
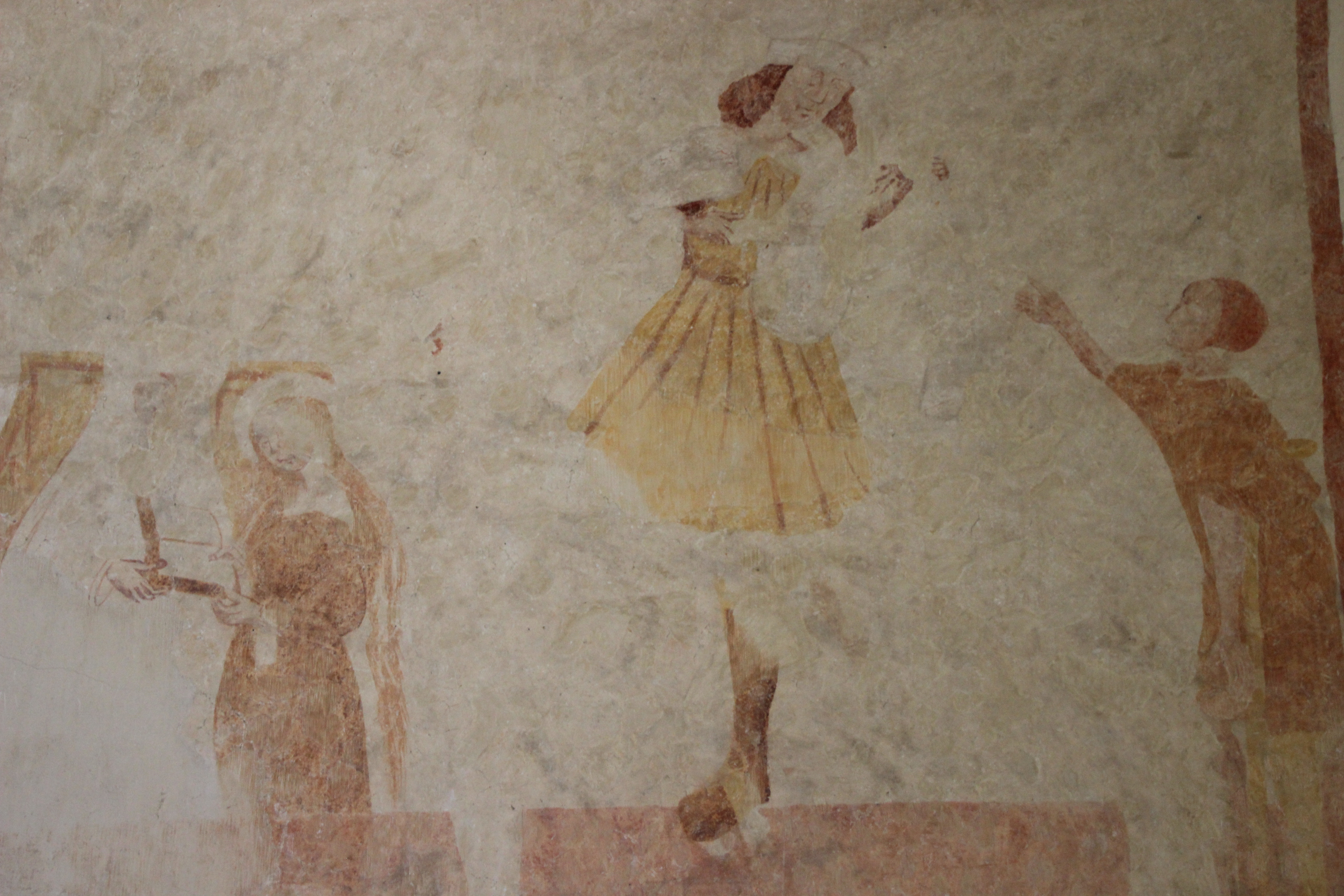
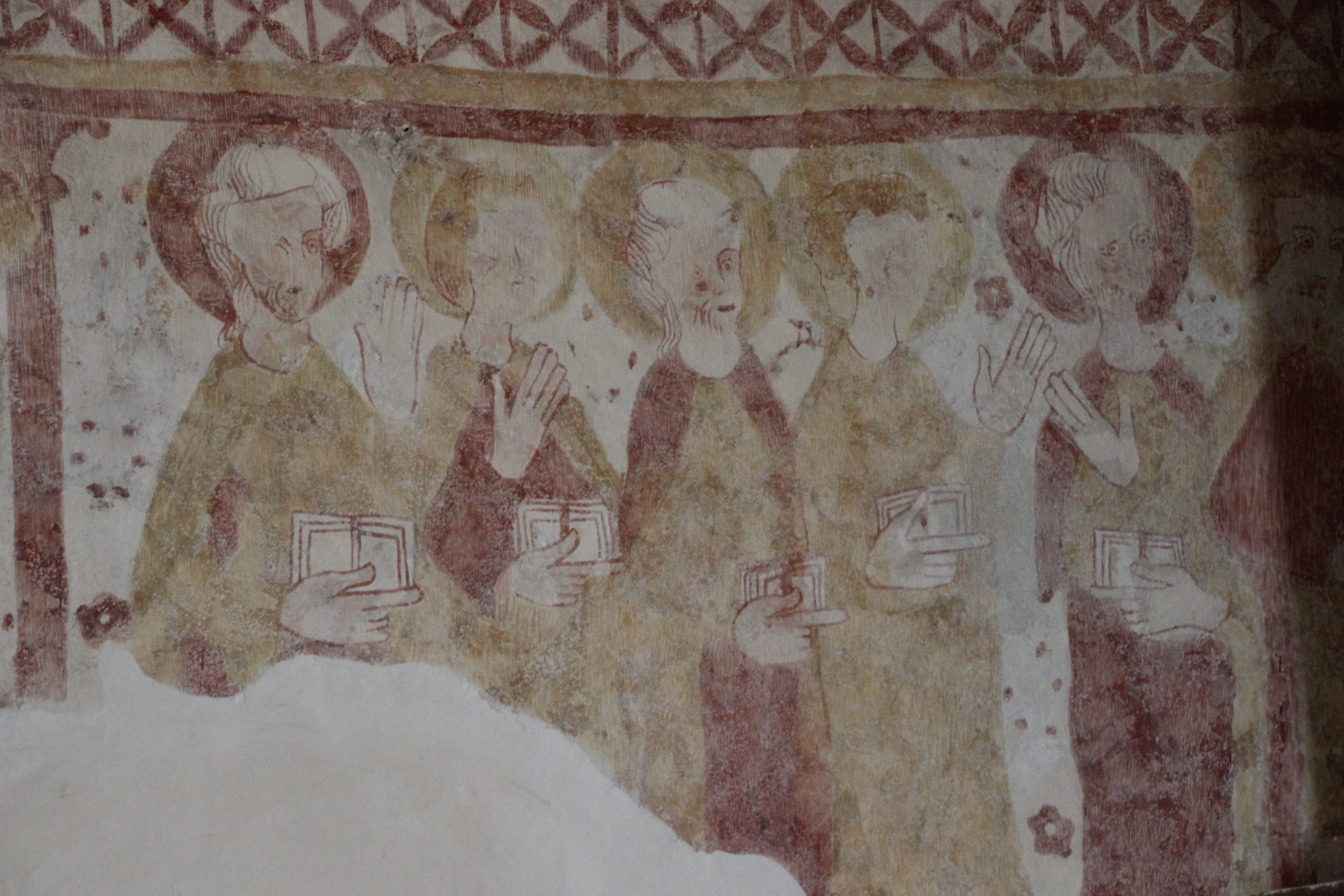